# أندري رادو (لاعب كرة قدم)
أندري رادو (بالرومانية: Ionuț Andrei Radu)‏ هو لاعب كرة قدم روماني في مركز حراسة المرمى، ولد في 28 مايو 1997 في بوخارست في رومانيا. شارك مع منتخب رومانيا تحت 21 سنة لكرة القدم. أما مع النوادي، فقد لعب مع إنتر ميلان ونادي أفيلينو ونادي بارما ونادي بيرغوليتزي 1932 ونادي جنوى.

## وصلات خارجية
- أندري رادو (لاعب كرة قدم) على موقع الاتحاد الدولي (مؤرشف)  (الإنجليزية)
- أندري رادو (لاعب كرة قدم) على موقع الاتحاد الأوربي (الإنجليزية)
- أندري رادو (لاعب كرة قدم) على موقع قاعدة بيانات كرة القدم.إي يو (الإنجليزية)
- أندري رادو (لاعب كرة قدم) على موقع بيانات كرة القدم. دي إي (الألمانية)
- أندري رادو (لاعب كرة قدم) على موقع ليكيب (الفرنسية)
- أندري رادو (لاعب كرة قدم) على موقع Soccerbase.com (لاعب) (الإنجليزية)
- أندري رادو (لاعب كرة قدم) على موقع Soccerway.com (الإنجليزية)
- أندري رادو (لاعب كرة قدم) على موقع عالم كرة القدم.نت (الإنجليزية)
- أندري رادو (لاعب كرة قدم) على موقع AS.com (الإسبانية)